# Sylvie Olivé
Pour les articles homonymes, voir Olive (homonymie).
Sylvie Olivé est une chef décorateur française connue pour son travail sur le film Mr. Nobody de Jaco Van Dormael pour lequel elle a remporté le prix de la meilleure contribution technique à la Mostra de Venise 2009.
Elle est membre de l'Association des Décorateurs de Cinéma.

## Filmographie
- 1990 : La discrète de Christian Vincent

- 1992 : A la vitesse d'un cheval au galop de Fabien Onteniente

- 1992 : Beau fixe de Christian Vincent

- 1993 : La joie de vivre de Roger Guillot

- 1994 : Les braqueuses de Jean-Paul Salomé

- 1995 : Adultère (mode d'emploi) de Christine Pascal

- 1996 : XY de Jean-Paul Lilienfeld

- 1996 : Capitaine au long cours de Bianca Conti Rossini

- 1997 : Quatre garçons plein d'avenir de Jean-Paul Lilienfeld

- 1997 : Je ne vois pas ce qu'on me trouve de Christian Vincent

- 1999 : Le voyage à Paris de Marc-Henri Dufresne

- 2000 : La parenthèse enchantée de Michel Spinoza

- 2001 : J'ai tué Clémence Acéra de Jean-Luc Gaget

- 2001 : Grégoire Moulin contre l'humanité d'Artus de Penguern
- 2002 : Irène de Ivan Calbérac

- 2003 : Mais qui a tué Pamela Rose ? d'Eric Lartigau

- 2004 : Casablanca Driver de Maurice Barthélémy
- 2005 : Les enfants de Christian Vincent
- 2006 : Un ticket pour l'espace d'Eric Lartigau
- 2006 : Prête-moi ta main d'Eric Lartigau
- 2009 : Mr. Nobody de Jaco Van Dormael
- 2010 : Les émotifs anonymes de Jean-Pierre Améris
- 2012 : Populaire de Régis Roinsard
- 2013 : Les garçons et Guillaume, à table ! de Guillaume Gallienne
- 2014 : Lou ! Journal infime de Julien Neel
- 2015 : Le tout nouveau testament de Jaco Van Dormael
- 2015 : L'étudiante et Monsieur Henri de Ivan Calbérac
- 2017 : L'amant double de François Ozon
- 2017 : Maryline de Guillaume Gallienne
- 2019 : La vie scolaire de Mehdi Idir et Grand corps malade
- 2019 : Les traducteurs de Régis Roinsard
- 2021 : En attendant Bojangles de Régis Roinsard

## Distinctions

### Récompense
- Mostra de Venise 2009 : Prix Osella pour la meilleure contribution technique pour Mr. Nobody

### Nomination
- Césars 2013 : Nomination au César des meilleurs décors pour Populaire